# Felix Hess (1941)
Felix Hess (Den Haag, 1941 – Haren, 10 oktober 2022) was een Nederlandse kunstenaar met natuurkundige achtergrond.

## Biografie
Hess studeerde natuurkunde aan de Rijksuniversiteit Groningen van 1959 tot 1967. Hess promoveerde in 1975 cum laude op een baanbrekende studie naar aerodynamica en beweging van boemerangs, waar tot dan toe slechts cultureel onderzoek naar gedaan was.
Van 1975 tot 1979 werkte Hess aan de Universiteit van Adelaide als wiskundige. In die periode raakte Hess geïnspireerd door de communicatie van kikkers. Later maakte Hess een installatie: geluidbeestjes. Deze beestjes maken, net als kikkers, geluid en reageren op elkaar, maar verstillen zodra ze ander onbekend geluid waarnemen. Vanaf dat moment heeft Hess verschillende installaties gebouwd die te maken hebben met natuur, interactie, zintuigen en stilte.
In 2003 won Hess de Witteveen+Bos-prijs voor Kunst+Techniek voor zijn oeuvre. De jury omschreef Hess als een kunstenaar die "onze zintuigen opnieuw opent en ons stil laat staan in verwondering".
Hess overleed op 81-jarige leeftijd.